# تومازو رومیتو
تومازو رومیتو (ایتالیایی: Tommaso Romito؛  ‏ تلفظ ایتالیایی: [tomˈmaːzo]؛ ‏ زادهٔ ۹ فوریهٔ ۱۹۸۲) بازیکن فوتبال اهل ایتالیا است.
از باشگاه‌هایی که در آن بازی کرده‌است می‌توان به باشگاه فوتبال سالرنیتانا، باشگاه فوتبال ویرتوس لانچانو، باشگاه فوتبال دلفینو پسکارا، باشگاه فوتبال ناپولی، و باشگاه فوتبال یو. اس. پرگولیتزه اشاره کرد.